# André Drege
André Miguel Bertelsen Drege (født 4. maj 1999 i Stranda, død 6. juli 2024 i Heiligenblut am Großglockner) var en cykelrytter fra Norge, der ved sin død kørte for Team Coop-Repsol.

## Karriere
Drege er født og opvokset i Stranda. I 2010 var han sammen med det meste af familien medlem af Stranda Sykkelklubb. I 2014 stillede han i Ulsteinvik til start i sit første cykelløb, hvor han også vandt løbet. I 2017 begyndte han på NTG Lillehammer (Norges Toppidrettsgymnas Lillehammer), og blev samtidig medlem af Lillehammer Cykleklubb.
Fra august 2021 blev han stagiaire på UCI-kontinentalholdet Team Coop, hvilket blev vekslet til en rigtig kontrakt fra starten af 2022-sæsonen.

### Død
Den 6. juli 2024 omkom André Drege ved Tour of Austria. På løbets 4. etape styrtede han på en nedkørsel fra Großglockner-Hochalpenstraße, og blev erklæret død som følge af skaderne fra styrtet. Ifølge den slovenske rytter Jaka Primozic der kørte bagved Drege, fik nordmanden problemer med baghjulet og styrtede med 80 til 100 km/t. Drege blev 25 år gammel.

## Meritter
2020
3. plads, norske mesterskaber i holdløb
2021
2. plads, norske mesterskaber i holdløb
7. plads, Himmerland Rundt
7. plads, Gylne Gutuer
9. plads, Rent Liv Løbet Skive
2022
Vinder af International Rhodes Grand Prix
Vinder af Gylne Gutuer
3. plads samlet i Tour Te Fjells
2023
Vinder af Memorial Fred De Bruyne
3. plads samlet i International Tour of Rhodes
 Bjergkonkurrencen ved Visit South Aegean Islands
2024
 1. plads samlet i Visit South Aegean Islands
Vinder af 1. og 2. etape.
 1. plads samlet i International Tour of Rhodes
Vinder af prologen
2. plads, International Rhodes Grand Prix